# Volker Kefer

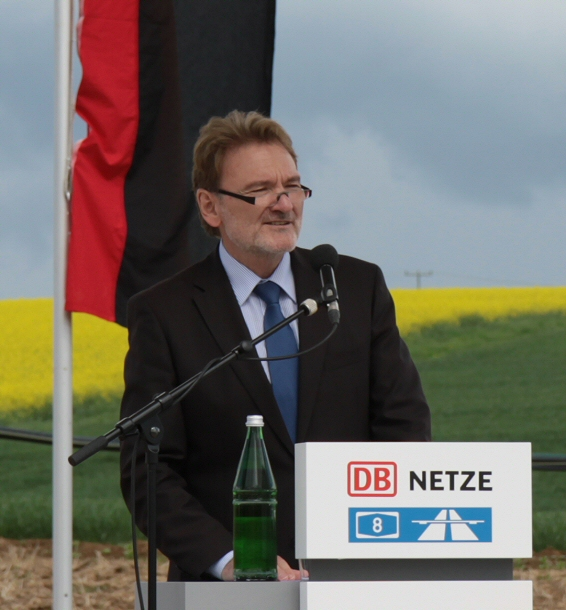
Volker Kefer (Mai 2012)

Volker Kefer (* 19. Januar 1956 in Koblenz) ist ein deutscher Ingenieur. Er war bis zum 31. Dezember 2016 Mitglied des Vorstands der Deutschen Bahn AG, zuletzt als stellvertretender Vorstandsvorsitzender sowie für die Ressorts Infrastruktur, Dienstleistungen und Technik. Bis 26. August 2016 nahm er diese Funktion auch bei der (inzwischen aufgelösten) DB Mobility Logistics AG wahr.
Kefer schied aus dem Unternehmen aus. Zum 1. Januar 2017 wurde Ronald Pofalla Nachfolger als Infrastrukturvorstand. Neuer Technikvorstand wurde, mit eigenem Ressort, Sabina Jeschke.
Von 2019 bis 2023 war er Präsident des Vereins Deutscher Ingenieure (VDI).

## Werdegang
Kefers technisches Interesse wurde nach eigenen Angaben durch seinen Vater geweckt, der während des sonntäglichen Kirchgangs ausführlich die Fragen des Sohnes zur Funktionsweise verschiedener technischer Geräte beantwortet habe. Er habe immer einen technischen Beruf ergreifen wollen.
Er studierte zunächst Elektrotechnik in Erlangen und wechselte zum Studium des Maschinenbaus nach München. Kefer schrieb seine Diplomarbeit im Kraftwerksbereich der Siemens AG in Erlangen.
Nach dem Studium begann Kefer seine berufliche Laufbahn 1983 als Entwicklungsingenieur bei Siemens in Erlangen. 1989 promovierte er im Rahmen eines Forschungsprojekts an der Technischen Universität München. Von 1988 bis 1993 war er bei Siemens Projekt- und später Abteilungsleiter für Abhitzedampferzeuger. Bis 1996 war er dort im Produktmanagement für Dampfkraftwerke tätig. Von 1996 bis 1998 leitete er das zentrale Marketing für Kraftwerksleittechnik. Von 1998 bis 2001 war er Vorstandsmitglied der Siemens SGP Verkehrstechnik in Graz. Hier war er für den Geschäftsbereich Drehgestelle zuständig. Von 2001 bis 2005 war Kefer bei der Siemens Transportation Systems in Erlangen Geschäftsgebietsleiter für den Bereich Lokomotiven und von April 2005 bis April 2006 in gleicher Funktion zuständig für Mass Transit. Der Wechsel in das Geschäftsgebiet Mass Transit erfolgte infolge der Combino-Probleme kurzfristig.

## Tätigkeit bei der Deutschen Bahn

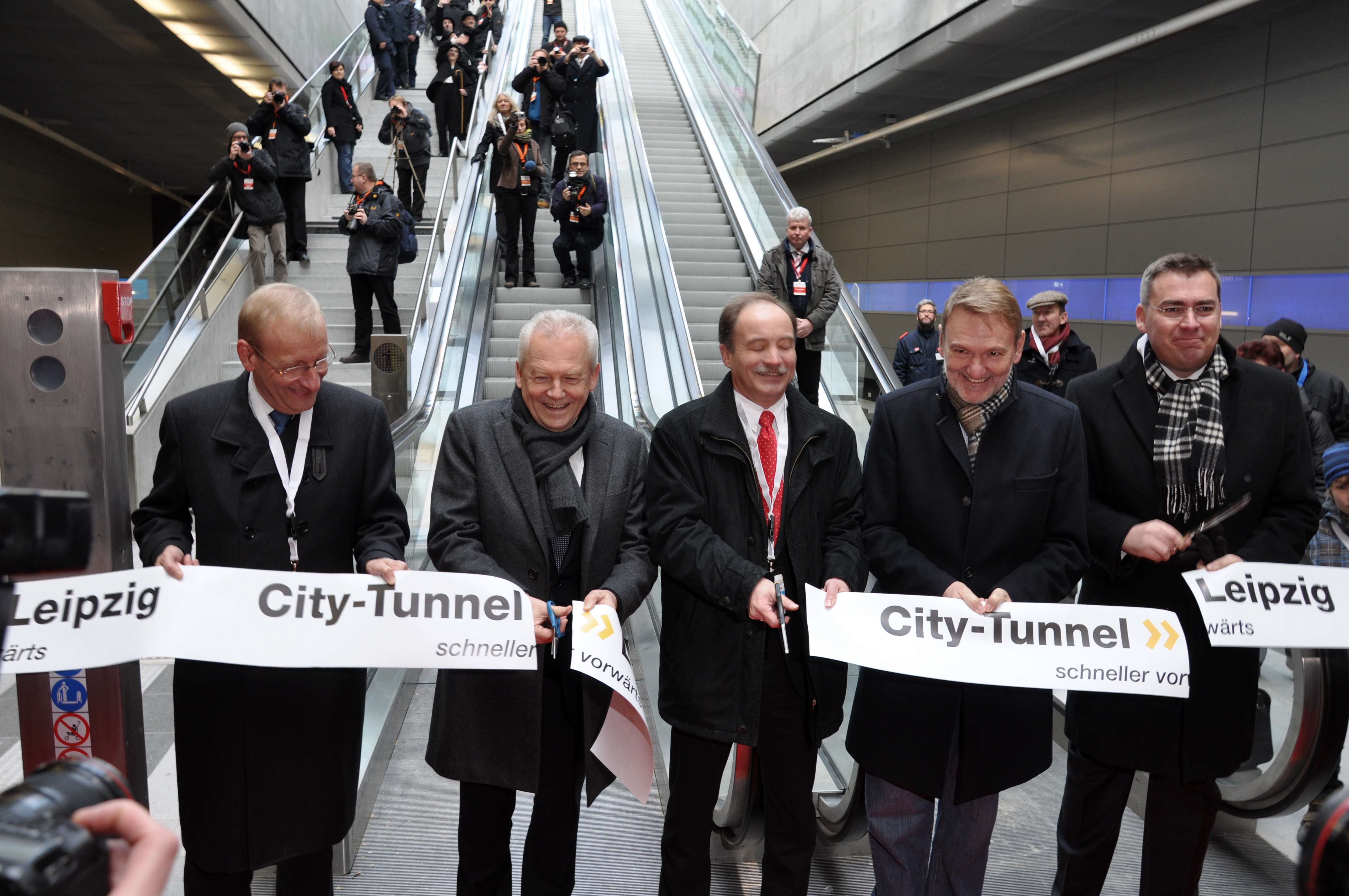
Kefer (zweiter von rechts) bei der Eröffnung des Bayerischen Bahnhofs in Leipzig (14. Dezember 2013)

Der Aufsichtsrat von DB Netz berief Kefer am 26. Januar 2006 zum Vorstandsvorsitzenden des Unternehmens. Er sollte den Posten spätestens zum 1. Juni 2006 von Roland Heinisch übernehmen. Von 2. Mai 2006 bis September 2009 fungierte er als Vorstandsvorsitzender der DB Netz AG.
Seit 10. September 2009 war er Vorstand Technik, Systemverbund und Dienstleistungen für die DB AG und die DB Mobility Logistics AG. Er hatte zunächst die Aufgabe, ein Technikressort aufzubauen. Seit März 2010 ist er ebenfalls Vorstand Infrastruktur der DB AG. Er übernahm diese Funktion von Stefan Garber.
Als Vorstand strukturierte er den Technikbereich um und gliederte dabei unter anderem die DB Systemtechnik aus. In den Schlichtungsgesprächen zum Projekt Stuttgart 21 vertrat er die Position des Unternehmens.
Am 14. Dezember 2011 wurde sein noch bis September 2012 laufender Vertrag um fünf Jahre verlängert. Im Geschäftsjahr 2012 erhielt er eine Vergütung von 1,337 Millionen Euro, darunter 483.000 Euro fixe Vergütung.
Kefer galt als möglicher Nachfolger Rüdiger Grubes als Vorstandsvorsitzender. Laut einem Medienbericht wuchs wegen steigender Kosten bei Infrastrukturprojekten und Lieferverzögerungen der Schienenfahrzeugindustrie innerhalb der Deutschen Bahn die Kritik an ihm (Stand: November 2012). Kefer wird innerhalb des DB-Konzerns für Kostensteigerungen beim Projekt Stuttgart 21 kritisiert. Kefers Position galt laut einem Medienbericht wegen neuer Kostensteigerungen bei Stuttgart 21 als gefährdet.
Am 19. Juni 2013 beschloss der DB-Aufsichtsrat, die Aufgabenverteilung im Vorstand neu zu ordnen. Demnach sollte ein eigenes Vorstandsmitglied für Technik berufen werden, das diese Aufgabe von Kefer übernehmen soll. Damit sollte Kefer, wie bereits bis 2009, für die Bereiche Infrastruktur und Dienstleistungen zuständig sein. Damit sollte Kefer entlastet werden. Die Neubesetzung, für die eine Frau bevorzugt werden sollte, wäre auch eine Reaktion auf die zunehmenden technischen Probleme bei der Fahrzeugzulassung und bei Infrastruktur-Großprojekten. Am 22. Juli 2013 wurde nach einem Beschluss des Aufsichtsrats Heike Hanagarth als neues Vorstandsmitglied für das Ressort Technik vorgestellt.
Für das Unternehmen handelte er die zweite Leistungs- und Finanzierungsvereinbarung aus.
Die Ernennung Kefers zu einem Vorstand mit weitreichenden Kompetenzen – zuständig für Personenverkehr, Logistik, Schienennetz, Technik und Dienstleistungen – scheiterte im Juli 2015 am Widerstand des Bundeskanzleramtes. Formaljuristisch wäre die Machtfülle, durch die gleichzeitige Kontrolle über Netz und Betrieb, nicht mit Europarecht vereinbar gewesen. Er wurde am 1. August 2015 stellvertretender Vorstandsvorsitzender der Deutschen Bahn AG und der DB Mobility Logistics AG und Vorstand des erweiterten Ressorts Infrastruktur, Dienstleistungen und Technik.
Kefer verantwortete das Sanierungsprogramm Zukunft Bahn.
Er kündigte im Juni 2016 an, seinen im September 2017 auslaufenden Arbeitsvertrag nicht zu verlängern. Laut einem Medienbericht hatte er den Rückhalt im Aufsichtsrat verloren, nachdem er zuvor dem Gremium vorgeworfen habe, einen Bericht zu Problemen bei Stuttgart 21 durchgestochen zu haben. Laut eigenen Angaben verließ er den Vorstand der DB aus privaten Gründen, nicht aufgrund des Streits um Stuttgart 21. Nach anderen Angaben habe Kefer, aus Grubes Sicht, zu viel Ehrgeiz entwickelt. In Abstimmung mit Pofalla habe Grube Kefer daher aus Anlass negativer Neuigkeiten zu Stuttgart 21 zum Rücktritt bewogen. Als kritischer Geist habe Kefer Grube zunehmend gestört. Grube und Pofalla hätten gemeinsam dafür gesorgt, Kefer zu isolieren und unter dem Vorwand von Fehleinschätzungen bei Stuttgart 21 zum Rücktritt zu drängen. Der Aufsichtsrat sprach sich gegen eine vorzeitige Freistellung Kefers aus, um eine Auszahlung des Restgehaltes ohne Gegenleistung zu vermeiden. Laut eigenen, späteren Angaben, habe Kefer „keine Lust [gehabt], als Daueropponent dazustehen“. 2019 sagte er, er sei damals „zu der  Überzeugung gekommen, dass es mir nicht gelingen würde, die Deutsche Bahn unter den damaligen Bedingungen zu reformieren“, und habe daher Konsequenzen gezogen.
Als Nachfolger wurde der DB-Netz-Vorstandsvorsitzende Frank Sennhenn erwogen, daneben prüfte ein Headhunter externe Kandidaten. Mit Unterstützung des Headhunters hatte Aufsichtsratschef Felcht Anfang September 2016 den Siemens-Manager Siegfried Russwurm als Nachfolger von Kefer gefunden. Auf Intervention von Pofalla bei Verkehrsminister Dobrindt kam dies nicht zustande. Zum 1. Januar 2017 wurde Ronald Pofalla Nachfolger als Infrastrukturvorstand. Die Verantwortung für „Zukunft Bahn“ und das Technikressort (kommissarisch) ging auf Rüdiger Grube über. Für den Bereich „Technik und Qualität“ soll ein neuer Vorstand berufen werden. Für das Technikressort wird damit wieder ein eigener Vorstandsposten geschaffen.

## Weiterer Werdegang
Am 23. März 2017 wurde bekannt, dass Kefer ab 24. Mai 2017 dem Aufsichtsrat von Vossloh vorstehen soll. Kefer war im Februar 2017 dazu von Heinz Hermann Thiele angesprochen worden. Er wurde auf der Hauptversammlung am 24. Mai 2017 mit 99,97 Prozent der Stimmen in den Aufsichtsrat gewählt und in der anschließenden Aufsichtsratssitzung zum Vorsitzenden bestimmt. Weitere Aufsichtsratspositionen strebte Kefer zu diesem Zeitpunkt laut eigenen Angaben nicht an. Vom Aufsichtsratsvorsitz bei Vossloh trat Kefer am 4. März 2019 aus persönlichen Gründen mit sofortiger Wirkung zurück.
Rund ein Jahr nach seinem Ausstieg bei der DB begann er, junge Unternehmer zu unterstützen. Kefer ist seit 2017 mit Kefer Invest als Investor sowie mit Kefer Consoluting als Berater aktiv. Unter anderem betreue er als Consultanter intensiv ein junges Start-Up aus München. Zwischenzeitlich bereitete er für Bombardier eine Fusion mit Alstom vor, die letztlich nicht zustande kam. 2018 stieg er als Gesellschafter und Co-Manager beim Start-Up Konux ein, das Sensoren für Eisenbahnweichen entwickelt.
Kefer trifft sich gelegentlich mit Bahnchef Richard Lutz.

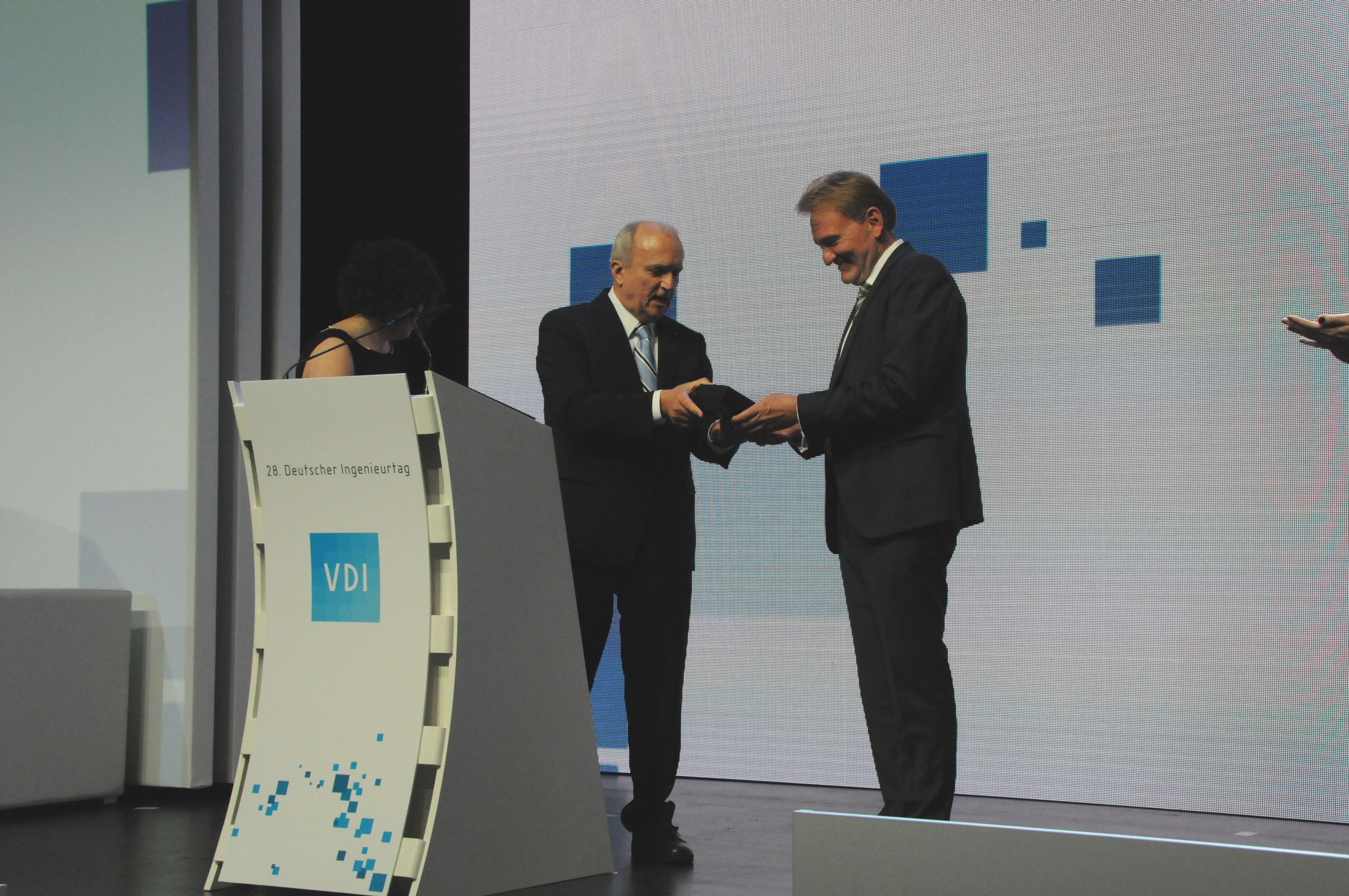
Kefer (rechts) nimmt die Grashof-Gedenkmünze entgegen

2017 wurde er mit der Grashof-Denkmünze des Vereins Deutscher Ingenieure (VDI) ausgezeichnet. Im gleichen Jahr trat er in den VDI ein.
Kefer wurde am 13. Dezember 2018 von der Vorstandsversammlung des VDI mit großer Mehrheit zum neuen VDI-Präsidenten gewählt. Seine Amtszeit begann am 1. Januar 2019 und endete am 1. Januar 2023.

## Sonstiges
Kefer ist verheiratet und hat zwei Kinder.
Nach eigenen Angaben war sein Aufstieg „das Resultat von extrem vielen glücklichen Zufällen“ und harter Arbeit. Das Angebot, von Siemens zur Deutschen Bahn zu wechseln, habe er vor allen Dingen aus zwei Gründen angenommen: Neben der Herausforderung, Leiter der größten Bahntochter zu werden, habe ihn die Person Hartmut Mehdorn sehr fasziniert.
Von 2006 bis 2009 war er Mitglied des Redaktionsbeirats der Zeitschrift Elektrische Bahnen.
In seiner Freizeit geht er spazieren, fährt Rad und Motorrad. Er bezeichnete sich 2013 als leidenschaftlichen Motorradfahrer.